# هيرويوكي تاكي
هيرويوكي تاكي (武 井 宏 之 )(من مواليد 15 مايو 1972 في يوموجيتا ، محافظة أوموري) هو فنان مانغا ياباني، اشتهر بكونه مبتكر مانعا زعيم المحاربين.

## روابط خارجية
- هيرويوكي تاكي على موقع IMDb (الإنجليزية)
- هيرويوكي تاكي على موقع ميتاكريتيك (الإنجليزية)
- هيرويوكي تاكي على موقع قاعدة بيانات الفيلم (الإنجليزية)
- هيرويوكي تاكي على موقع ANN person (الإنجليزية)